# Dravograd

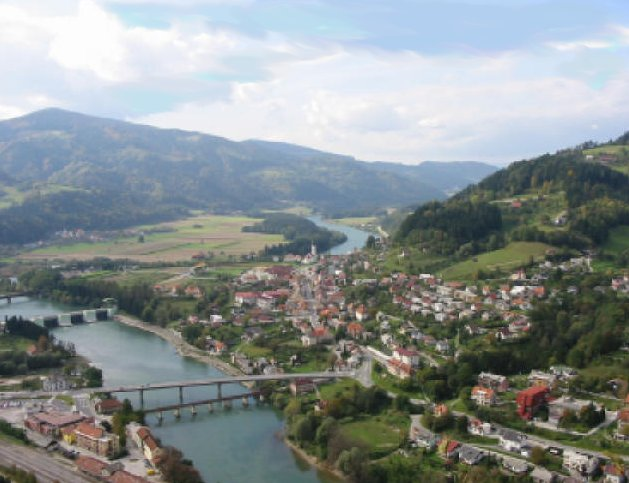
Panorama von Dravograd.

Dravograd (deutsch Unterdrauburg) ist eine Kleinstadt und Gemeinde in Slowenien, die zur statistischen Region Koroška zählt. Die Stadt ist der Hauptort und Verwaltungssitz der Gemeinde Dravograd.

## Name
Unterdrauburg war die letzte flussabwärts gelegene Gemeinde des Herzogtums Kärnten an der Drau an der historischen Landesgrenze zur Untersteiermark. Daher die Namensgebung, im Gegensatz zu Oberdrauburg, dem ersten flussaufwärts gelegenen Ort, an dem die Drau, aus Osttirol kommend, Kärnten erreicht.
Aus dem mittelalterlichen Namen Traberch entstand der slowenische Name Tráberk, der heute noch von der einheimischen Bevölkerung verwendet wird.
Ab 1948 wurde der Name Dravograd eingeführt, Grundlage der Namensänderung war ein Gesetz aus dem Jahre 1948, das die Umbenennung aller religiösen und deutschen Bezeichnungen für Orte, Plätze und Straßen vorsah.

## Geographie

### Lage
Dravograd liegt am Kreuzungspunkt drei wichtiger slowenischer Flüsse: Die von Süden strömende Mislinja (Missling) vereint sich mit der von Südwesten kommenden Meža (Mieß), die wiederum etwa einen Kilometer danach in die Drau (Drava) mündet. Daneben gehören noch die südlichen Ausläufer der Koralpe (Golica), das westliche Ende des Pohorje (Bacherngebirge) und östliche Teile der Karawanken (Karavanke) zur Kommune. Der höchste Berg ist der Koschenak (slowenisch: Košenjak) mit einer Höhe von 1522 m.
Das Gemeindegebiet umfasst Teile von zwei historischen Regionen, und zwar von Koroška (Unterkärnten) und von Spodnja Štajerska (Untersteiermark). Die letztgültige Grenze verlief von Norden einem Höhenrücken der Koralpe zwischen den Dörfern Kozji Vrh (gehörte zu Koroška) und Vrata (zu Spodnja Štajerska) folgend, bis zur Drau. Von dort folgte sie dem Flusslauf nach Westen bis zur Einmündung der Meža und anschließend dem eben genannten Fluss entlang bis zur heutigen Gemeindegrenze. Die nördliche und westliche Hälfte der heutigen Gemeinde inklusive des Hauptortes zählten somit zu Koroška, die südliche und östliche Hälfte zur Spodnja Štajerska.
Die nächsten größeren Städte sind Slovenj Gradec etwa 10 km südlich, Maribor etwa 47 km östlich und Klagenfurt in Österreich ca. 55 km westlich. Außerdem ist der Ort Sitz der Verwaltungseinheit Dravograd (slow.: Upravna enota Dravograd), die jedoch lediglich Dravograd selbst umfasst.

## Wappen und Flagge
Das Stadtwappen hat die Form eines Schildes. Über dem grünen Feld am unteren Rand des Schildes befindet sich auf blauem Grund ein weißes Osterlamm mit einer roten Fahne und einem weißen Kreuz. Grundlage für die Gestaltung des Wappens ist das Unterdrauburger Siegel von 1575.
Die Flagge der Gemeinde ist rot mit dem Wappen im unteren Teil. Das Verhältnis von Länge zur Breite der Flagge beträgt 1:2.

## Geschichte

### Bis zum 19. Jahrhundert
Das Drautal war, wie Funde in Dravograd belegen, schon in der Steinzeit besiedelt. Auch gab es eine römische Siedlung und Straße am Südufer der Drau, wie Funde am Friedhof in Šentjanž pri Dravogradu bezeugen.

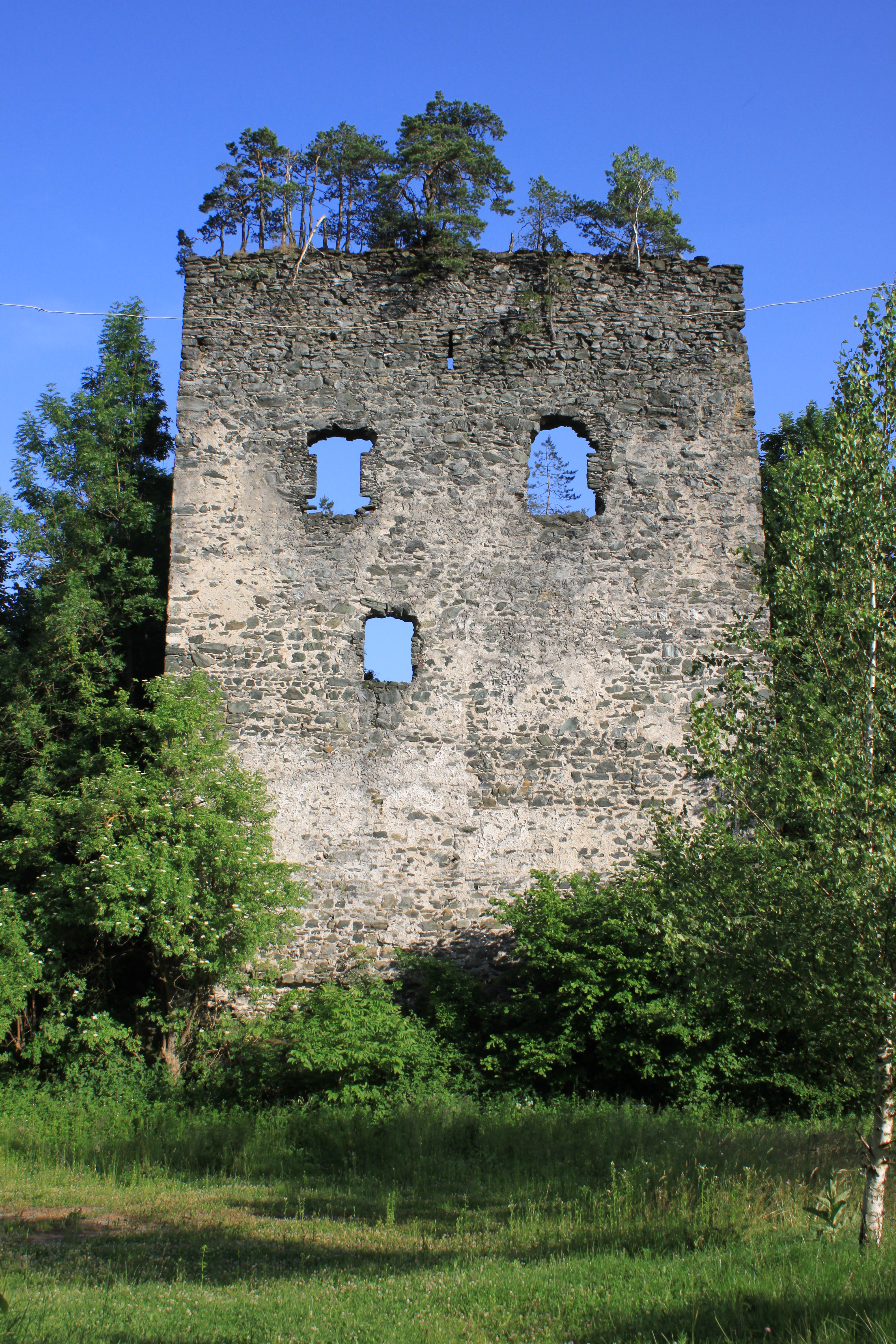
Ruine Unterdrauburg von Nord

### Mittelalter
Unterdrauburg wurde zum ersten Mal 1161 als Traberch (Drauburg) schriftlich erwähnt: In einer Urkunde wird um 1161 von einem Ortolfus senior de Traberch berichtet und von einer Burg, die oberhalb der Drau errichtet wurde. Diese Burg, die widerrechtlich auf dem Grund des Stifts Sankt Paul im Lavanttal von Cholo I. (auch: Kolo I.) von Trixen, einem steirischen Ministerialen, der mit den Spanheimern verwandt war, erbaut wurde, war die Keimzelle der Siedlung Traberch, die gegenüber der Mündung der Mieß in die Drau entstand. Eine Fähre über die Drau sicherte den Handel und die Mauteinkünfte. Die Stadt gehört daher zu den ältesten urkundlich erwähnten Orten des heutigen Slowenien.
Der Abt des Stifts Sankt Paul im Lavanttal beschwerte sich am 9. August 1177 bei Papst Alexander III., dass das castrum Trahburck widerrechtlich auf dem Grund des Klosters errichtet wurde. Der Papst beauftragte daraufhin den Salzburger Erzbischof Konrad III. von Wittelsbach und den Bischof von Gurk, Roman von Leibnitz, mit der Zerstörung der Burg. Weil jedoch Papst Alexander III. in Streit mit Kaiser Friedrich Barbarossa lag und der Salzburger Bischofssitz umstritten war, kam es aber nicht zur Abtragung der Burg und Zerstörung der Siedlung.
Da Cholo nicht mehr zu vertreiben war, schloss das Stift St. Paul zwischen 1180 und 1190 einen Vergleich mit Cholo und seinem Bruder Heinrich I. von Trixen: Das Gebiet blieb unter Oberhoheit des Stiftes und die Trixener behielten die Burg Traberch und das umgebende Gebiet als Lehen. Die Burg mit ihrer Siedlung am Fluss wurde immer bedeutender, so dass schon 1185 ein Markt Traberch mit einer Brücke über die Drau und einer Mautstelle erwähnt wird.

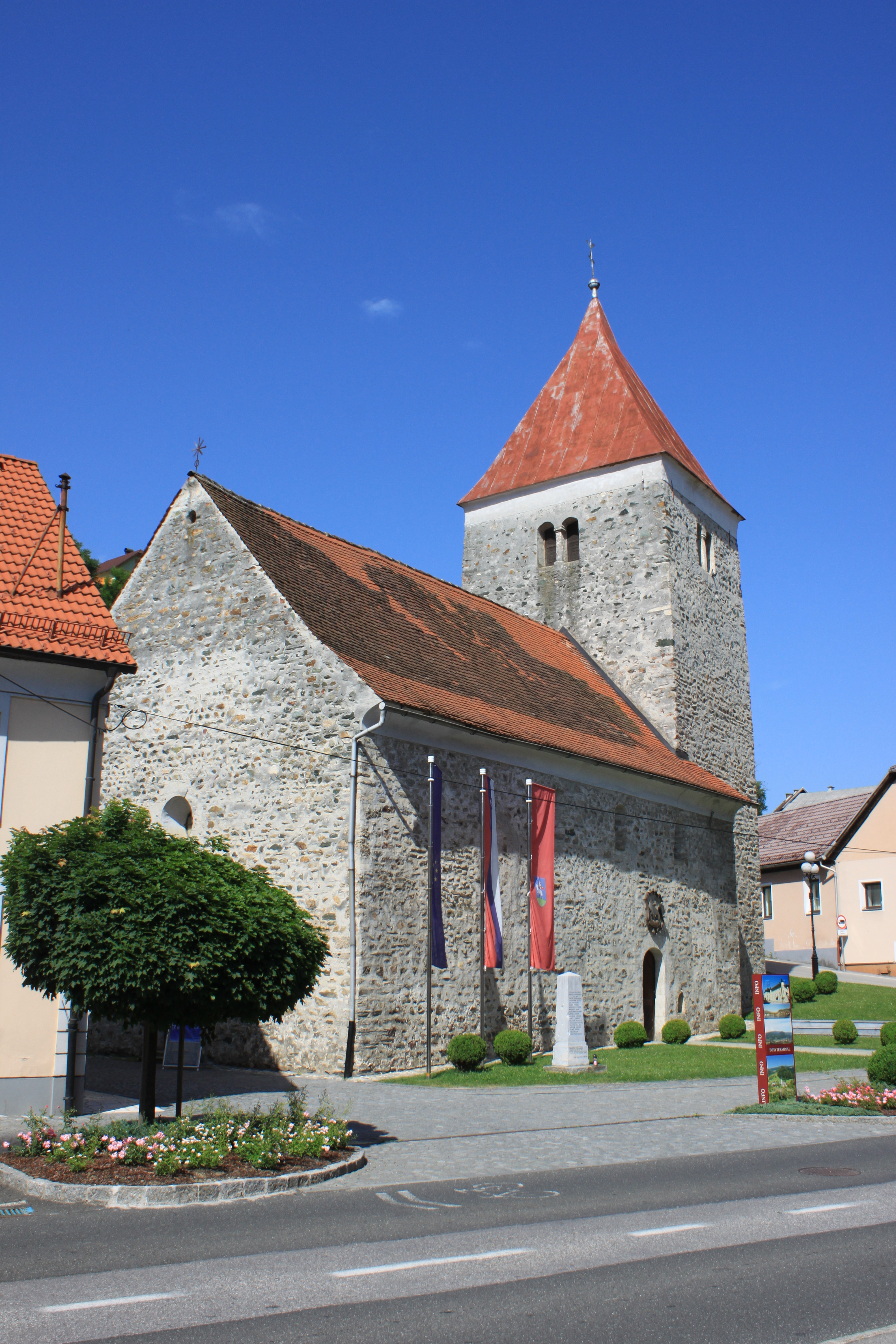
St. Veit, romanische Pfarrkirche, erbaut zwischen 1167 und 1171.

Es bildete sich im Laufe der Jahre die Herrschaft Unterdrauburg aus, die aus dem Gebiet nördlich der Drau um die Burg Unterdrauburg entstand, zu der u. a. die Siedlungen Witsch (slowenisch: Vič), Sankt Sebastian (Sveti Boštjan), Bernik, Klausen, Rovinhof und Mohrenhof gehörten. 1237 war der Ort schon so groß, dass eine eigene Pfarrei, Sankt Veit, eingerichtet wurde.
1261 starb das Geschlecht der Trixener aus (nach anderen Quellen 1278) und Graf Heinrich von Pfannberg erwarb gegen eine Geldzahlung Unterdrauburg als Lehen des Klosters St. Paul. Nach dem Tode Heinrichs 1282 übernahm die Herrschaft sein ältester Sohn Herrmann, der 1286 oder 1287 verstarb. Seine Ehefrau war Elisabeth von Heunburg, die Tochter Ulrich II. von Heunburg, so dass ab 1286/87 Graf Ulrich II. Besitzer von Unterdrauburg war.
1303 heiratete Elisabeth nochmal, und zwar Heinrich von Hohenlohe, und brachte die Herrschaft Unterdrauburg als Mitgift in ihre zweite Ehe ein.
1304 erkannte Herzog Heinrich von Kärnten die alten Lehensrechte des Stifts St. Paul für Burg und Herrschaft an. Sein Nachfolger, der Herzog von Kärnten und der Krain, Otto III. erwarb von Abt Weriand kurz darauf Herrschaft und Burg Unterdrauburg. Damit endete vorläufig die Beziehung des Klosters mit Unterdrauburg.
Otto III. verpfändete nach dem Kauf Unterdrauburg an seinen Ministerialen Konrad III. von Auffenstein. Konrad starb 1368 bei der Schlacht von Bleiburg, als er an einem Aufstand gegen die Habsburger Herzöge Albrecht III. und Leopold III. teilnahm.
So kam die Herrschaft 1368 an die Habsburger, welche Unterdrauburg an die Stubenberger verliehen.
1375 wurde Burg und Herrschaft Unterdrauburg an Johann von Liechtenstein verliehen. Bereits zwölf Jahre später wurde sie 1387 dem Grafen Hermann II. von Cilli als Lehen gegeben. Bei den Grafen von Cilli blieb das Gebiet, bis der letzte Graf von Cilli, Ulrich II., am 9. November 1456 starb. Laut Erbvertrag fielen Burg und Herrschaft an die Habsburger, in deren Besitz sie bis 1613 blieb.

### Neuzeit
In diesem Jahr erwarb der Fürstbischof von Lavant, Georg III. von Palmburg, Unterdrauburg für sein Bistum. Am 8. Juni 1629 konnte Abt Hieronymus Marchstaller Burg und Herrschaft Unterdrauburg wieder für das Stift St. Paul für 20.000 Gulden erwerben.
1715 raffte die Pest einen Großteil der Bewohner hin. Am 10. April 1787 wurde unter Kaiser Joseph II. das Kloster St. Paul im Rahmen der Josephinischen Kirchenreform aufgelöst und samt seinen Besitzungen verkauft. Graf Alois von Kuenburg kaufte die Burg und die Herrschaft Unterdrauburg wurde habsburger Kronbesitz.
1782 war Unterdrauburg Marktgemeinde mit Sitz eines Landgerichts und hatte 1972 Einwohner. 1826 wurde die Herrschaft Unterdrauburg aus Kärnten gelöst und dem neu geschaffenen Königreich Illyrien zugeschlagen. 1849 kam das Gebiet wieder zu Kärnten und wurde der Bezirkshauptmannschaft Wolfsberg zugeordnet.
Durch die Kriegswirren bedingt sankt die Einwohnerzahl 1826 auf 388. Trotz einer Cholera-Epidemie 1832/33 stieg die Einwohnerzahl 1843 auf 2175 und 1857 auf 2477.
Am 1. Juni 1863 wurde die Drautalbahn von Klagenfurt nach Marburg eröffnet und Unterdrauburg wurde an das österreichische Eisenbahnnetz angeschlossen. Eine weitere Strecken, die Lavanttalbahn, führte von Unterdrauburg Richtung Wien.
Im Jahr 1880 hatte der Markt Unterdrauburg 711 Einwohner. Davon waren 503 (70 %) deutsch- und 192 slowenischsprachig (27 %). Zu dieser Zeit war der Ort in Kärnten eine deutsche Sprachinsel in einem hauptsächlich slowenisch besiedelten Gebiet, aber über die Steiermark direkt mit dem geschlossenen deutschen Sprachraum verbunden: über die Gemeinden Eibiswald und Hohenmauthen (heute Muta).

### 20. und 21. Jahrhundert
Am Ende des Ersten Weltkrieges kam es im Rahmen des Kärntner Abwehrkampfes ab dem 18. November 1918 zu Kämpfen zwischen der slowenischen Freiwilligen Armee unter Rudolf Maister, den „Maistrovi borci“, und Soldaten der Freiwilligen-Armee des Landes Kärnten. Unter Franjo Malgaj wurde Unterdrauburg am 3. Dezember 1918 von Slowenen besetzt und die Kärntner Kräfte bis ins Lavanttal zurückgedrängt. Ein Kärntner Rückeroberungsversuch scheiterte und am 14. Jänner 1919 wurde ein Waffenstillstand beschlossen.
Am 29. April 1919 brach Jugoslawien den Waffenstillstand mit einem Großangriff, um Klagenfurt und Villach zu erobern. Die Kärntner Truppen konnten den Angriff zurückschlagen und zum Gegenangriff übergehen. Am 7. Mai 1919 wurde Unterdrauburg durch Kärntner Truppen befreit. Bei diesen Kämpfen fand Franjo Malgaj, der in Slowenien als Volksheld verehrt wird, in Fettengupf bei Unterdrauburg (slowenisch: Tolsti Vrh pri Ravnah na Koroškem) den Tod. Schon 28. Mai 1919 begann ein erneuter jugoslawischer Großangriff, bei dem Unterdrauburg mit Artillerie beschossen und kurze Zeit später erneut von Jugoslawien besetzt wurde.
Von der Kärntner Volksabstimmung 1920 waren Unterdrauburg und das Mießtal durch die Bestimmungen des Vertrags von Saint Germain vom 10. September 1919 ausgenommen. Der damalige Verkehrsknotenpunkt (der Bahnhof befand sich am rechten Drauufer und somit im Herzogtum Steiermark) blieb damit, wie die Untersteiermark, definitiv beim SHS-Staat. Der Ort erhielt jetzt den offiziellen Namen Tráberk.
Im Zweiten Weltkrieg wurde während des Balkanfeldzugs Unterdrauburg in der Nacht vom 8. auf 9. April 1941 von der 2. Armee unter Generaloberst von Weichs besetzt, und zwar vom 49. Gebirgs-Korps unter General Ludwig Kübler.
Unterdrauburg wurde nun Bezirkshauptstadt der umliegenden, vom Deutschen Reich besetzten Gebiete des früheren Kärnten und der Krain. Das heutige Gemeindeamt (Hauptplatz Nr. 7) war 1941 bis 1945 Expositur und Gefängnis der Gestapo (Gestapoaußenstelle). Hunderte so genannter „Banditen“, also Widerstandskämpfer, Partisanen und deren Sympathisanten, wurden hier gefoltert und ermordet. Die strafrechtliche Verfolgung der großteils aus Kärnten stammenden Täter fand in Österreich nach 1945 nicht statt.
Der Gebrauch der slowenischen Sprache wurde ebenso verboten wie alle slowenischen Organisationen und zahlreiche Slowenen wurden nach Mitteldeutschland oder in das von der Militärverwaltung in Serbien regierte Gebiet deportiert. Lokale slowenische politische Aktivisten wurden entweder hingerichtet oder kamen in nationalsozialistische Konzentrationslager.
1941 entstand am Drauufer ein Kriegsgefangenenlager für 600 Soldaten.
Im Juli 1941 organisierte der lokale Künstler Franjo Golob eine Anti-Nazi-Widerstandszelle, die jedoch bald entdeckt wurde. Es folgte eine brutale Unterdrückung, die eine weitere Entwicklung des antifaschistischen Widerstands in Unterdrauburg behinderte. Mitte 1943 verstärkten jugoslawische Partisanen im Gebiet von Unterdrauburg ihre Aktivitäten, die trotz der brutalen Unterdrückung durch die Nazis bis 1944 immer stärker wurde.
Im April 1945 wurde die Stadt von den Alliierten bombardiert; dabei wurde das 1944 fertiggestellte, von sowjetischen Kriegsgefangenen errichtete Wasserkraftwerk teilweise zerstört.
Nach der deutschen Kapitulation am 8. Mai 1945 und der nahe gelegenen Schlacht von Poljana am 14. und 15. Mai 1945 wurde das gesamte Gebiet von kommunistischen Partisanen kontrolliert.
Im Sommer 1945 wurde die deutsche Bevölkerung vollständig vertrieben oder ermordet.
1948 wurden in ganz Slowenien deutsche und religiöse Namen von Orten geändert; teilweise waren es Übersetzungen, teilweise erfundene Namen. Die Stadt erhielt die Bezeichnung „Dravograd“.
Da bei Kriegsende sämtliche Brücken über die Drau gesprengt wurden und die Stadt sich nun in einer ungünstigen Rand- und Verkehrslage befand, konnte sie sich nicht mehr dynamisch entwickeln.
Im 10-Tage-Krieg 1991 kam es in Dravograd zu schweren Auseinandersetzungen zwischen den für die slowenische Unabhängigkeit kämpfenden Kräften und der jugoslawischen Bundesarmee.

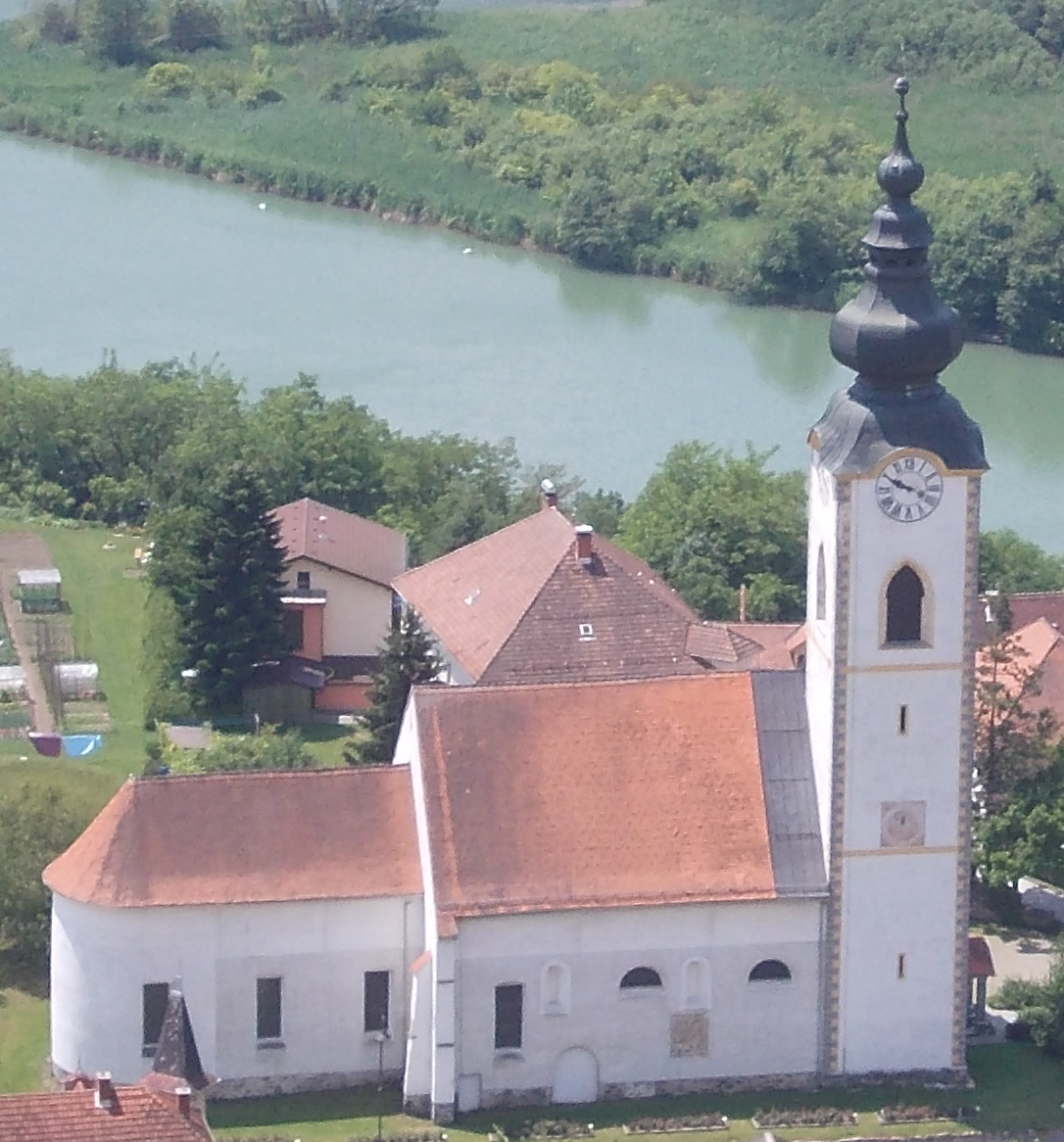
Kirche Sankt Johannes der Evangelist

## Verkehr und Wirtschaft
Seit dem Mittelalter wurde auf der Drau geflößt. Bereits Ende des 12. Jahrhunderts wird eine Mautstelle in Unterdrauburg erwähnt. Die 1863 erbaute Eisenbahn war jedoch auf Grund der hohen Kosten keine Konkurrenz für die Flößer. Zu Beginn des 20. Jahrhunderts zähle man bis zu 2000 Flöße pro Jahr auf der Drau. 1938 war Unterdrauburg der größte Floßhafen an der Drau mit Holz aus dem Mieß- und Misslingtal. Es wurden in diesem Jahr insgesamt 474 Flöße abgefertigt; das Holz wurde bis nach Belgrad transportiert. Die Flößerei endete 1941; danach war sie wegen der Kraftwerke an der Drau in Lavamünd und Unterdrauburg nicht mehr möglich.
1863 wurde die Gemeinde durch die in Ost-West-Richtung verlaufende Südbahnnebenlinie Marburg–Franzensfeste erschlossen, die die Steiermark mit Kärnten und Tirol verband. 1878 wurde Unterdrauburg durch den Anschluss an die von hier durchführende Lavanttalbahn zu einem Bahnknoten. Bei Ottitschnigberg wurde auf dem aufgelassenen Südabschnitt der Lavanttalbahn ein Radwanderweg namens Štrekna angelegt. Die Hauptstrecke Marburg – Klagenfurt war ab 1945 außer Betrieb, 1952 wurde sie für den Personen- und Güterverkehr wieder eröffnet.
Nach dem Ersten Weltkrieg wurde am Südufer der Drau Erdöl gefördert und eine Schmierölfabrik errichtet; die Vorkommen waren aber bald erschöpft.
Zwischen 1941 und 1944 ließen die deutschen Besatzer ein Wasserkraftwerk an der Drau errichten, das von sowjetischen Kriegsgefangenen erbaut wurde. Es handelt sich um das erste Pfeilerkraftwerk in Europa. Nach der Bombardierung April 1945 war es teilweise beschädigt. 1955 lieferten alle drei Turbinen wieder Strom.
Heute sind die Holzverarbeitung sowie die Land- und Forstwirtschaft die wichtigsten Arbeitgeber.

## Sehenswürdigkeiten
Die Gegend ist bei Kunstkennern für die zahlreichen historisch bedeutsamen Kirchen bekannt.
- Burg Unterdrauburg (slowenisch: Grad Dravograd), eine mittelalterliche Burgruine auf dem Schlossberg im Norden der Stadt.[24]

- Sankt-Veit-Kirche (slowenisch: cerkev sveti Vida), eine romanische Kirche, die zwischen 1167 und 1171 erbaut wurde. 1237 wurde sie Pfarrkirche. Sie ist das älteste Gebäude der Stadt und eine der ältesten Kirchen Sloweniens. Die Kirche wurde 1985 renoviert und dient heute als Veranstaltungsort.[25]

- Pfarrkirche Sankt Johannes der Evangelist (slowenisch: cerkev svetega Janeza Evangelista), ein spätgotischer Kirchenbau, der um 1386 errichtet wurde. Sie wurde die neue Pfarrkirche, nachdem St. Veit zu klein für den Ort war. 1621 wurde sie barockisiert, 1784 entstand der barocke Zwiebelturm.[26]

- Museum Gestapo-Gefängnis im Untergeschoß des Rathauses; Trg 4. Julija  Nummer 7.[27][28]

- Fischerei-Museum an der Drau (slowenisch: Ribiški muzej), Ribiška pot 11.[29]

- Der Črneška-See (auch Dravograder See); ein Stausee oberhalb des Wasserkraftwerks Dravograd. Er ist ein wichtiges Naturschutzgebiet und ein Natura 2000-Schutzgebiet mit über 150 brütenden Vogelarten.

## Historische Ansichten

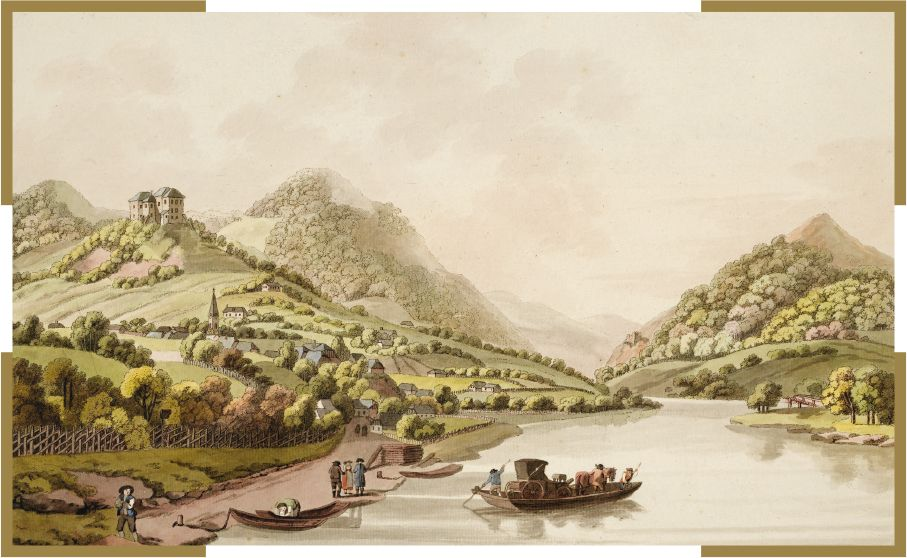
Unterdrauburg um 1800; Radierung von F. Runk und J. Ziegler.
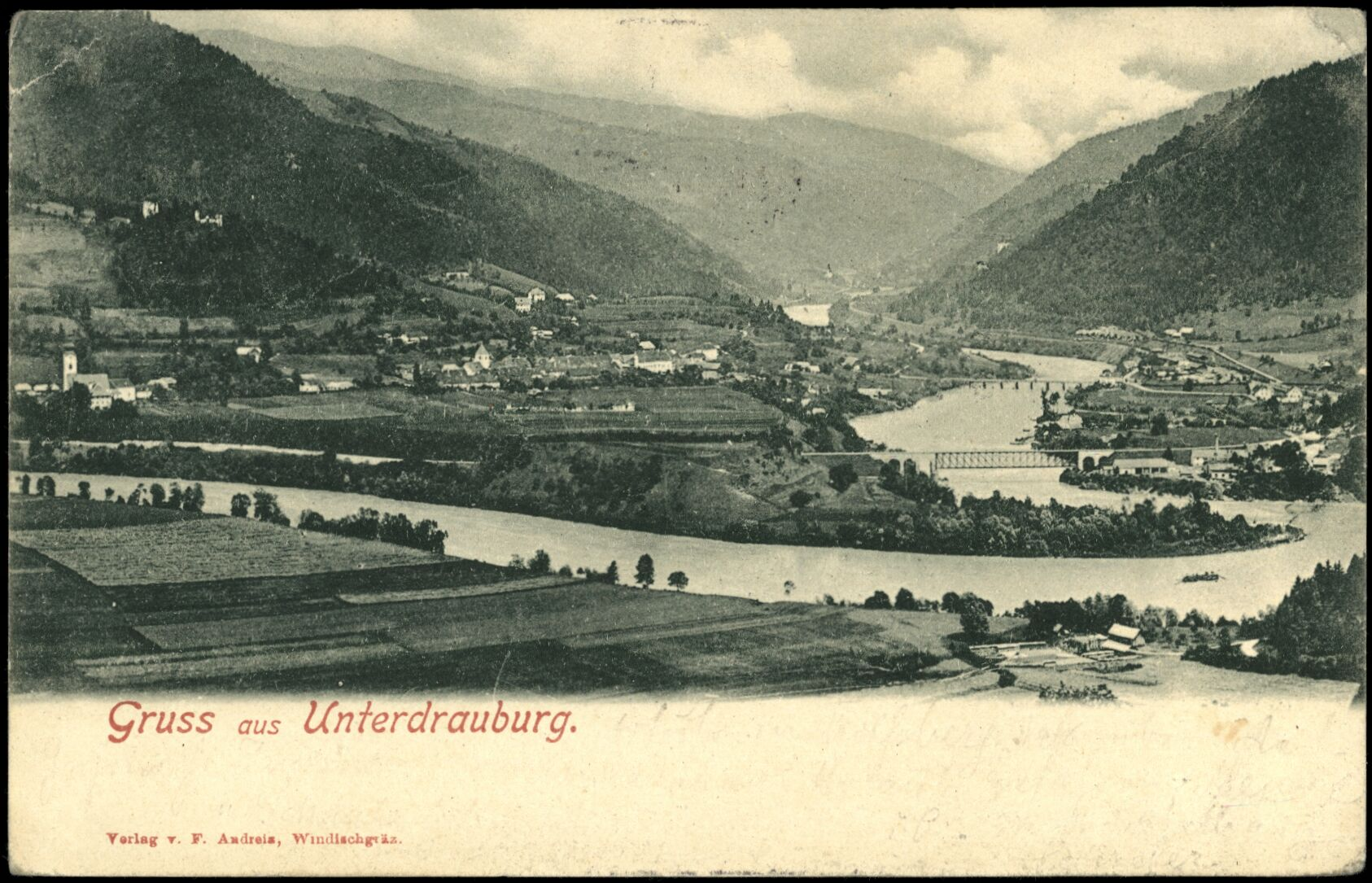
Postkarte von 1899 mit Markt und Burg Unterdrauburg
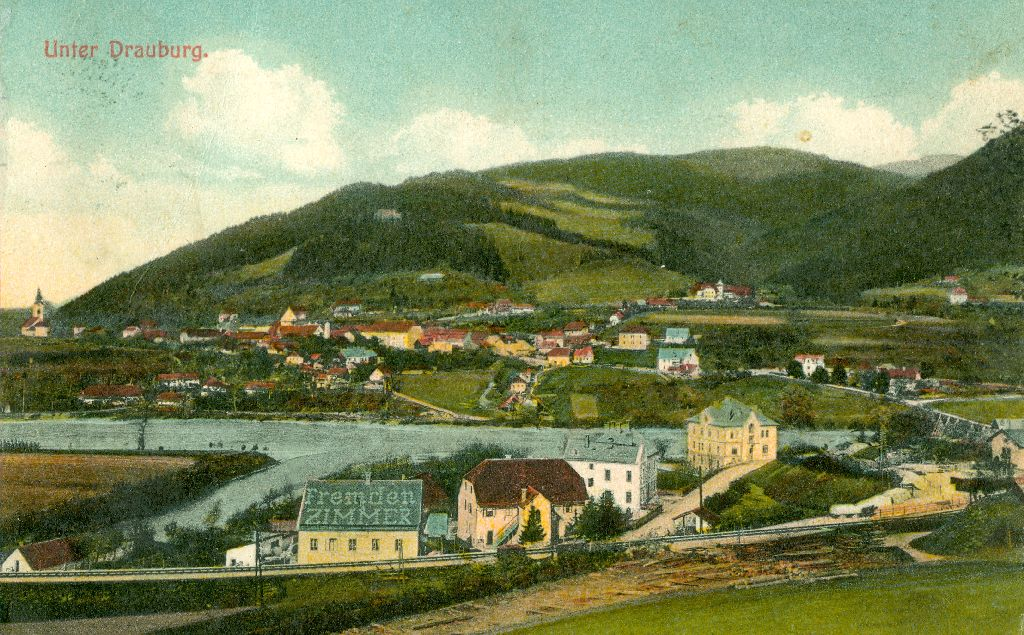
Unterdrauburg 1914
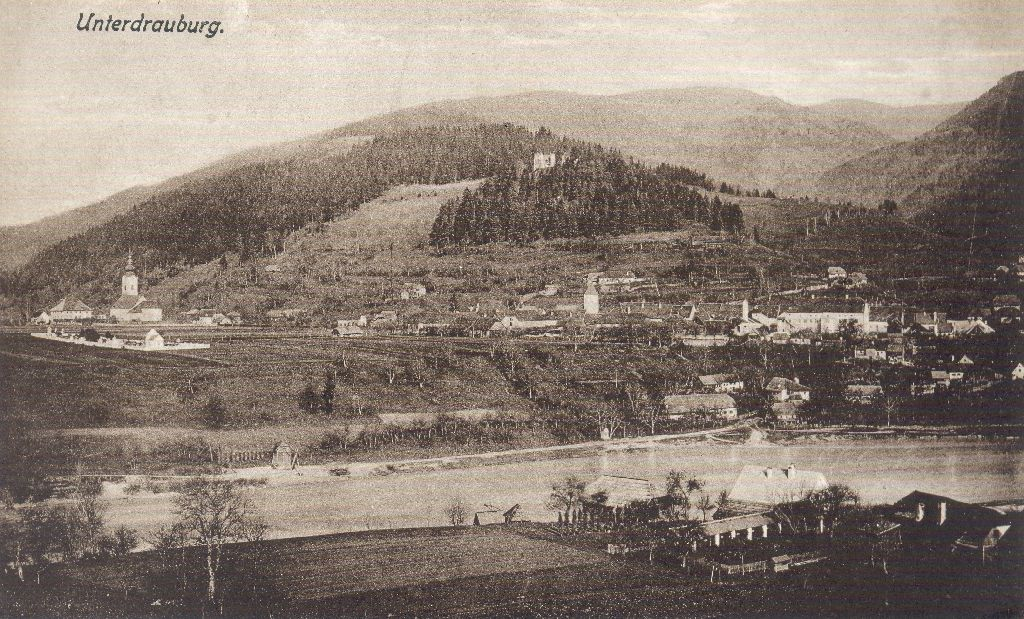
Unterdrauburg 1919
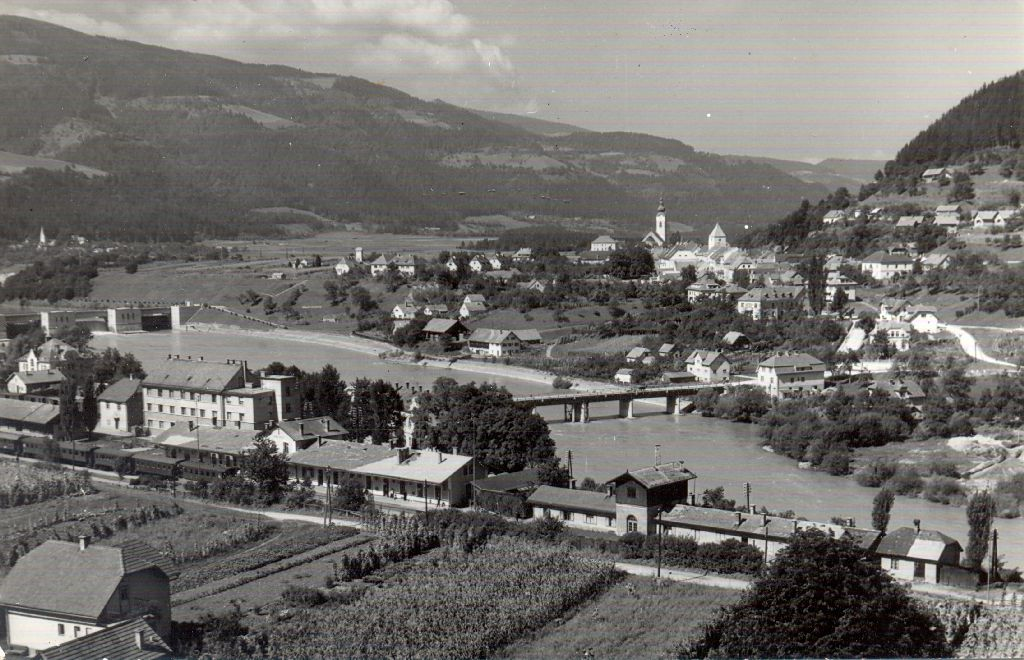
Dravograd 1950